# Grup 9 de la taula periòdica
| Grup    | 9      |
| Període |        |
| 4       | 27 Co  |
| 5       | 45 Rh  |
| 6       | 77 Ir  |
| 7       | 109 Mt |

Els elements del grup 9 de la taula periòdica dels elements són:
- Cobalt (27)
- Rodi (45)
- Iridi (77)
- Meitneri (109)

Codi de colors usat a la taula: Metalls de transició
A temperatura ambient tots són sòlids. Els assenyalats en roig són elements sintètics i no es troben en la naturalesa.